# حلبة نيفير مانيي كور

المسار

حلبة نيفير مانيي كور (بالفرنسية: Circuit de Nevers Magny-Cours)‏ هي حلبة سباق بسعة 90000 لرياضة المحركات الآلية تقع بالقرب من نيفير ومانيي كور في فرنسا وتبعد عن باريس قرابة 250 كم. استضافت جائزة فرنسا الكبرى لفورمولا 1 واستضافت بطولة العالم لسيارات السياحة.

## المناخ
يظهر الجدول التالي التغييرات المناخية على مدار السنة لحلبة نيفير مانيي كور:
| البيانات المناخية لـحلبة نيفير مانيي كور       | البيانات المناخية لـحلبة نيفير مانيي كور | البيانات المناخية لـحلبة نيفير مانيي كور | البيانات المناخية لـحلبة نيفير مانيي كور | البيانات المناخية لـحلبة نيفير مانيي كور | البيانات المناخية لـحلبة نيفير مانيي كور | البيانات المناخية لـحلبة نيفير مانيي كور | البيانات المناخية لـحلبة نيفير مانيي كور | البيانات المناخية لـحلبة نيفير مانيي كور | البيانات المناخية لـحلبة نيفير مانيي كور | البيانات المناخية لـحلبة نيفير مانيي كور | البيانات المناخية لـحلبة نيفير مانيي كور | البيانات المناخية لـحلبة نيفير مانيي كور | البيانات المناخية لـحلبة نيفير مانيي كور |
| الشهر                                          | يناير                                    | فبراير                                   | مارس                                     | أبريل                                    | مايو                                     | يونيو                                    | يوليو                                    | أغسطس                                    | سبتمبر                                   | أكتوبر                                   | نوفمبر                                   | ديسمبر                                   | المعدل السنوي                            |
| ---------------------------------------------- | ---------------------------------------- | ---------------------------------------- | ---------------------------------------- | ---------------------------------------- | ---------------------------------------- | ---------------------------------------- | ---------------------------------------- | ---------------------------------------- | ---------------------------------------- | ---------------------------------------- | ---------------------------------------- | ---------------------------------------- | ---------------------------------------- |
| الدرجة القصوى °م (°ف)                          | 17.2 (63.0)                              | 23.5 (74.3)                              | 26.7 (80.1)                              | 30.0 (86.0)                              | 31.0 (87.8)                              | 37.5 (99.5)                              | 38.7 (101.7)                             | 39.2 (102.6)                             | 35.1 (95.2)                              | 30.2 (86.4)                              | 23.5 (74.3)                              | 19.5 (67.1)                              | 39.2 (102.6)                             |
| متوسط درجة الحرارة الكبرى °م (°ف)              | 6.7 (44.1)                               | 8.3 (46.9)                               | 12.4 (54.3)                              | 15.4 (59.7)                              | 19.4 (66.9)                              | 22.8 (73.0)                              | 25.5 (77.9)                              | 25.2 (77.4)                              | 21.4 (70.5)                              | 16.7 (62.1)                              | 10.5 (50.9)                              | 7.1 (44.8)                               | 16.0 (60.8)                              |
| متوسط درجة الحرارة الصغرى °م (°ف)              | 0.2 (32.4)                               | −0.1 (31.8)                              | 1.8 (35.2)                               | 3.9 (39.0)                               | 7.9 (46.2)                               | 10.9 (51.6)                              | 12.8 (55.0)                              | 12.3 (54.1)                              | 9.1 (48.4)                               | 7.0 (44.6)                               | 2.8 (37.0)                               | 0.8 (33.4)                               | 5.8 (42.4)                               |
| أدنى درجة حرارة °م (°ف)                        | −25 (−13)                                | −21.8 (−7.2)                             | −13.8 (7.2)                              | −7.5 (18.5)                              | −4.8 (23.4)                              | 0.2 (32.4)                               | 3.4 (38.1)                               | 0.3 (32.5)                               | −1.2 (29.8)                              | −8.9 (16.0)                              | −12.3 (9.9)                              | −16.8 (1.8)                              | −21.8 (−7.2)                             |
| الهطول مم (إنش)                                | 62.0 (2.44)                              | 57.8 (2.28)                              | 54.3 (2.14)                              | 68.7 (2.70)                              | 80.1 (3.15)                              | 70.1 (2.76)                              | 61.8 (2.43)                              | 60.9 (2.40)                              | 67.5 (2.66)                              | 77.6 (3.06)                              | 70.1 (2.76)                              | 73.2 (2.88)                              | 804.1 (31.66)                            |
| متوسط أيام هطول الأمطار                        | 12.0                                     | 10.0                                     | 10.3                                     | 10.7                                     | 11.5                                     | 8.8                                      | 8.3                                      | 8.3                                      | 8.4                                      | 11.0                                     | 11.6                                     | 11.7                                     | 122.7                                    |
| متوسط الرطوبة النسبية (%)                      | 87                                       | 82                                       | 78                                       | 74                                       | 77                                       | 76                                       | 74                                       | 77                                       | 80                                       | 85                                       | 87                                       | 87                                       | 80.3                                     |
| ساعات سطوع الشمس الشهرية                       | 65.5                                     | 85.6                                     | 147.7                                    | 170.3                                    | 197.9                                    | 223.2                                    | 235.0                                    | 227.5                                    | 180.0                                    | 121.0                                    | 65.4                                     | 54.9                                     | 1٬774                                    |
| المصدر #1: Météo France                        |                                          |                                          |                                          |                                          |                                          |                                          |                                          |                                          |                                          |                                          |                                          |                                          |                                          |
| المصدر #2: Infoclimat.fr (humidity, 1961–1990) |                                          |                                          |                                          |                                          |                                          |                                          |                                          |                                          |                                          |                                          |                                          |                                          |                                          |